# Семёновская площадь (Санкт-Петербург)
Семёновская площадь — площадь в Адмиралтейском районе Санкт-Петербурга.
Площадь, расположенная на обоих берегах Фонтанки у её пересечения с Гороховой улицей, называется Семёновской с 1908 года, хотя возникла она ещё в XVIII веке.

## Наименование
Название Семёновская площадь появилось в 1908 году, дано по местонахождению поблизости казарм Семёновского лейб-гвардии полка.

## История
В 1904—1905 годах по инициативе петербургского градоначальника И. А. Фуллона было устроено два садика по обе стороны Гороховой улицы.

## Достопримечательности

### Семёновский мост
Семёновский мост автодорожный металлический балочный мост через реку Фонтанку по оси Гороховой улицы, построен в 1949 году по проекту инженера П.В. Баженова и архитектора Л.А. Носкова, на месте моста сооруженного в 1856-1857 годах.

### Усадьба купца А.Г. Глебова (набережная реки Фонтанки, дом 90, Гороховая улица, дом 52)
Усадьба купца А.Г. Глебова или Казармы местных войск или Казармы лейб-гвардии Московского полка. Усадьба в классическом стиле построено в 1787 году для виноторговца и сибирского откупщика А.Г. Глебова, позднее к нему пристроено полукруглое крыло, что положило начало площади. В 1798-1803 годах усадьба перешла в казну, была перестроена по проекту архитектора Ф.И. Волкова и приспособлена под казармы. С 1817 года до конца XIX века в казармах дислоцировался Московский лейб-гвардии полк.

### Дом купцов Устиновых (набережная реки Фонтанки, дом 92, Гороховая улица, дом 59)
Дом купцов Устиновых или Дом Петровых. Четырёхэтажное здание в стиле классицизм построен в 1817 году по проекту неизвестного архитектора для купца Устинова. Дом с изогнутой линией главного фасада, в центральной части подчеркнуты проемы ворот, женские маски над окнами второго этажа.

### Скверы на Семёновской площади
Скверы на Семёновской площади разбиты в 1904-1905 годах, садовым мастером В.И. Визе. Реконструированы в середине XX века.

## Транспорт
Недалеко от площади находятся станции метро:  Звенигородская (пешком 700 м),  Пушкинская (600 м),  Садовая (850 м),  Спасская (700 м),  Сенная площадь (700 м).